# Fintandat björnbär
Fintandat björnbär (Rubus decurrentispinus) är en rosväxtart som beskrevs av Heinrich E. Weber. Enligt Catalogue of Life ingår Fintandat björnbär i släktet rubusar och familjen rosväxter, men enligt Dyntaxa är tillhörigheten istället släktet rubusar och familjen rosväxter. Det är osäkert om arten förekommer i Sverige. Inga underarter finns listade i Catalogue of Life.